# Hemimyzon sheni
Hemimyzon sheni är en fiskart som beskrevs av Chen och Fang 2009. Hemimyzon sheni ingår i släktet Hemimyzon och familjen grönlingsfiskar. Inga underarter finns listade i Catalogue of Life.